# Rafael Nantes

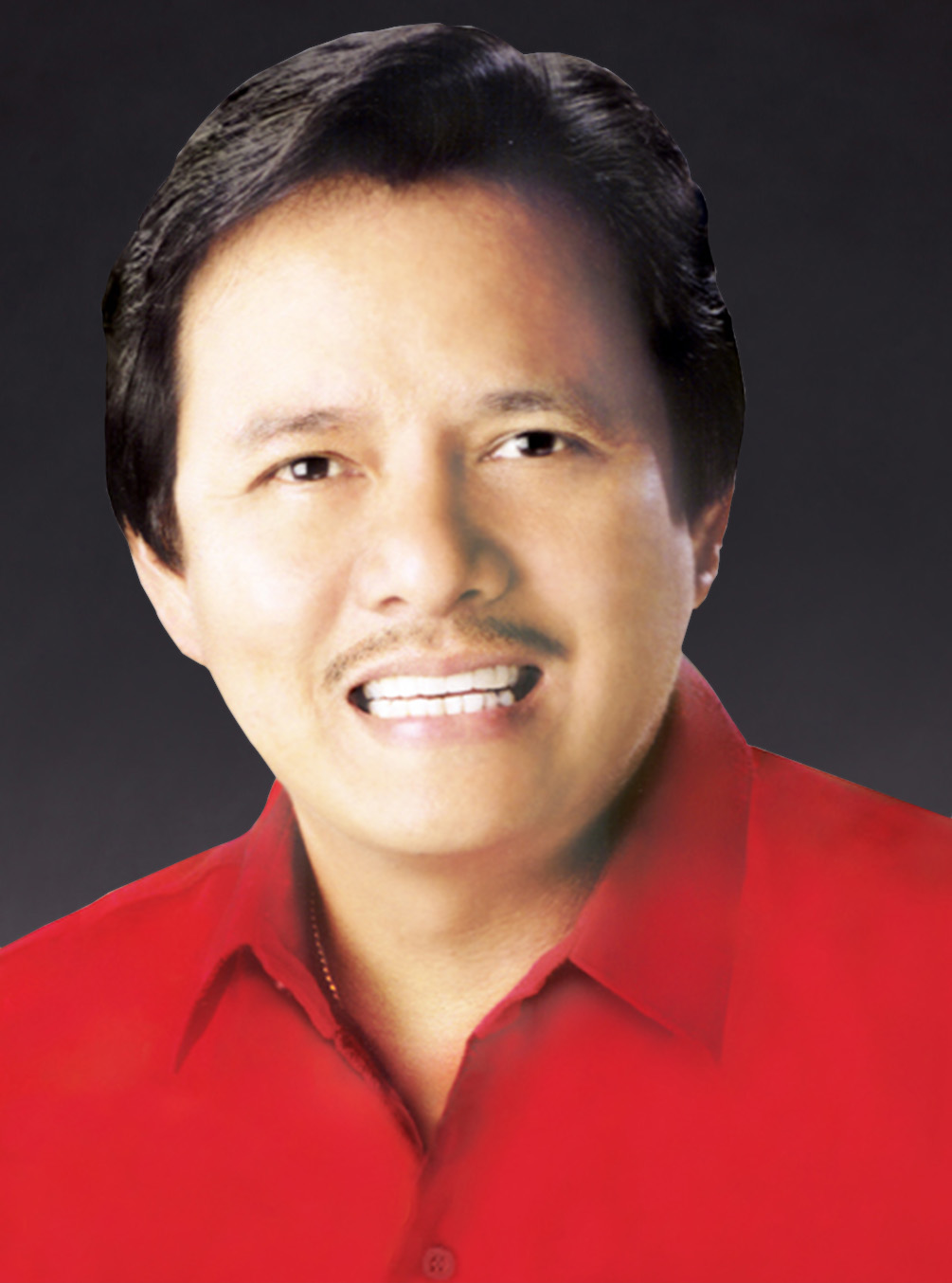
Rafael Nantes

Rafael "Raffy" Puchero Nantes (Polillo, 4 de janeiro de 1957 — Lucena, 17 de maio de 2010) foi um político filipino, governador da província de Quezon ente 2007 e 2010.